# حميد الهاشمي
حميد الهاشمي هو باحث أكاديمي في جامعة شرق لندن، ويشغل منصب أستاذ علم الاجتماع في الجامعة العالمية في لندن، وهو عراقي الجنسية ويحمل الجنسية الهولندية. ولقد عمل محاضرا وأستاذا مساعدا في قسم علم الاجتماع في كلية الآداب بزوارة، بجامعة 7 ابريل في الزاوية، في ليبيا للفترة بين عامي 1994- 1998. ثم هاجر إلى هولندا، وعمل محاضرا لعلم الاجتماع في جامعة أوروبا، في مدينة روتردام الهولندية، منذ عام 2001، وتدرج إلى أستاذ مساعد لعلم الاجتماع في الجامعة.
وتنصب اهتماماته حول علم اجتماع الأقليات والهجرة والاندماج الاجتماعي.
وهو عضو جمعية العلوم الاجتماعية الهولندية، وكذلك هو عضو الجمعية العربية لعلم الاجتماع، وأستاذ زائر لجامعة القادسية، والجامعة المستنصرية في العراق.

## أهم مؤلفاته
- الأرمن العراقيون: التاريخ، الثقافة، الهوية، دار روزنامة للنشر (جنيف- القاهرة)، 2016.

- العرب وهولندا: الأحوال الاجتماعية للمهاجرين العرب في هولندا، مركز دراسات الوحدة العربية، بيروت، 2008.

- تكيف الغجر: دراسة اجتماعية لجماعات الكاولية في العراق، مؤسسة المدى، بيروت، 2012.

- الدكتور علي الوردي ودراسة المجتمعين العراقي والعربي، مؤسسة مسارات، مكتبة عدنان (بغداد)، 2011.

- العراقيون في هولندا: نحو صياغة اطار نظري لدراسة الاندماج الاجتماعي للمهاجرين، مؤسسة مسارات، مكتبة عدنان (بغداد)، 2012.

- واقع المرأة في عراق ما بعد التغيير، (مشاركة مع مجموعة كتاب)، مؤسسة الحوار المتمدن ومجلة مسارات، بغداد، 2008.

- وله كتب قيد النشر منها: موسوعة علم الاجتماع في العراق.

ولقد كتب ونشر العشرات من المقالات الفكرية والسياسية والاجتماعية في الشأنين العراقي والعربي في مختلف المجلات البحثية والصحف والمواقع العراقية والعربية.
له محاولة تنظيرية في موضوع الاندماج الاجتماعي للمهاجرين.. ومجموعة كتب قيد النشر
أسس ويرأس تحرير مجلة علوم إنسانية الالكترونية المحكمة التي صدرت أول أعدادها عام 2003.
شارك في العديد من المؤتمرات والندوات العلمية، العراقيه، العربية والدولية.